# Anschlag in Nizza 2016

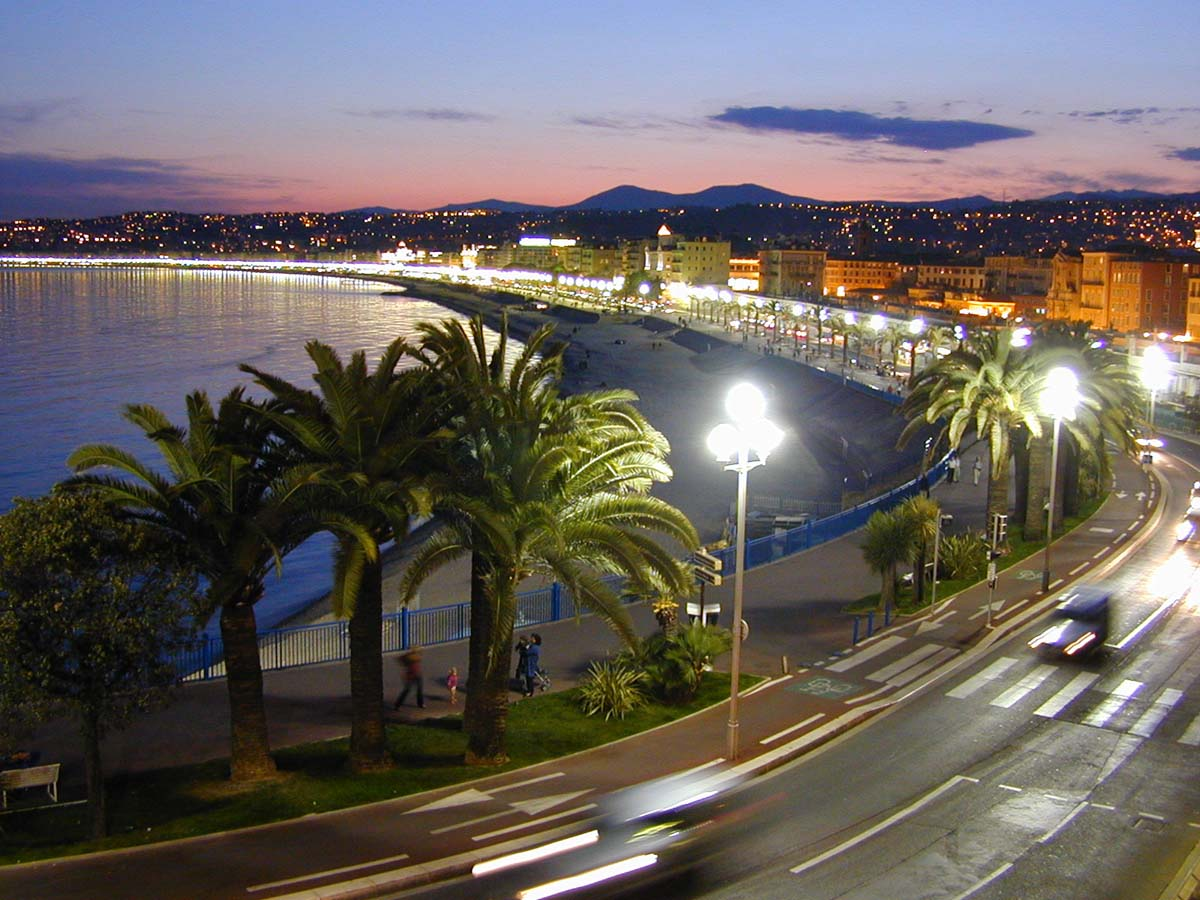
Die Promenade des Anglais, 2004

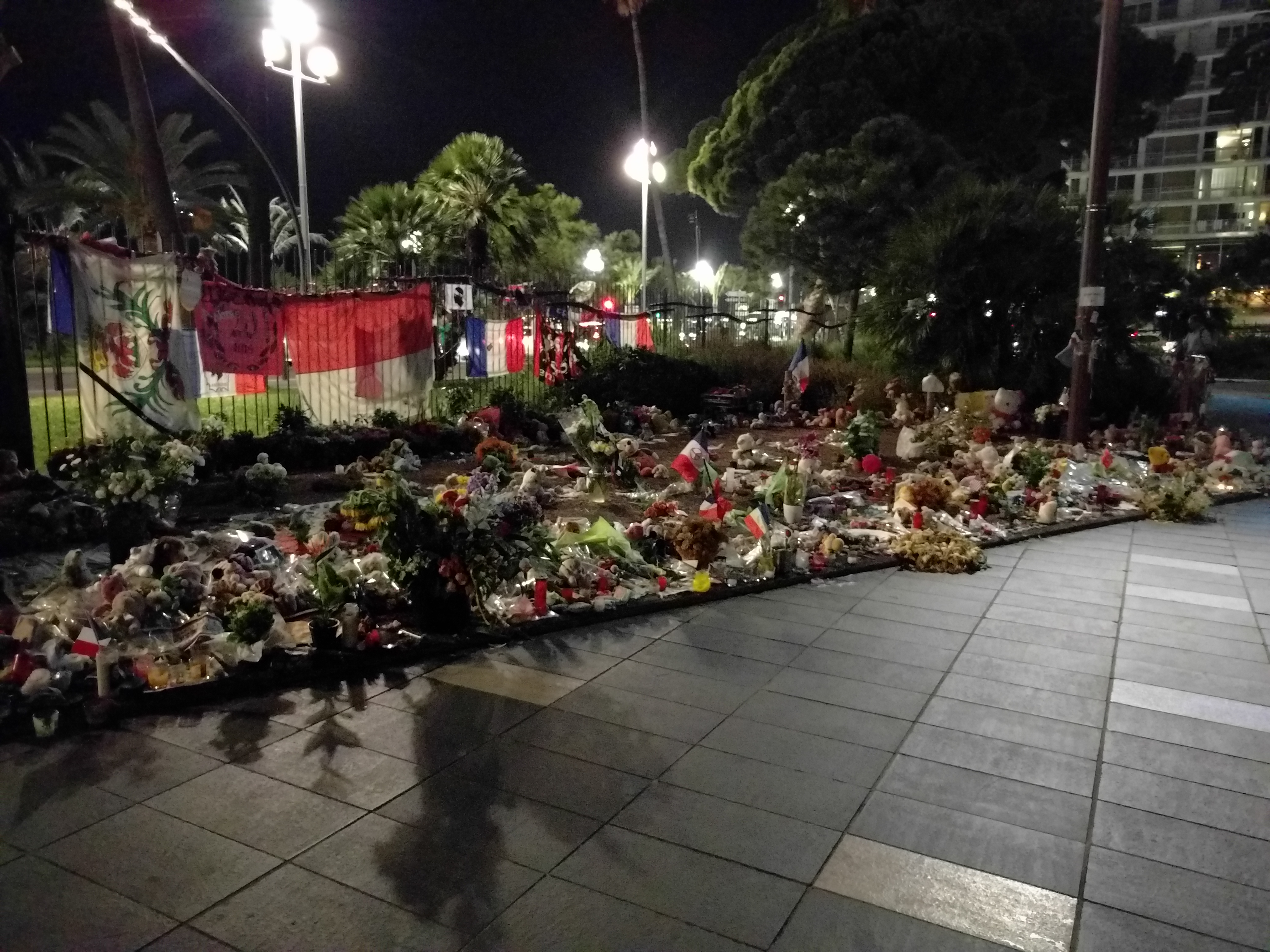
Blumen zum Gedenken an den Anschlag, Promenade des Anglais, 28. August 2016

Der Anschlag in Nizza am 14. Juli 2016 war ein islamistischer Terroranschlag, bei dem während des Volksfestes zum französischen Nationalfeiertag ein Attentäter mit einem Lastkraftwagen durch eine Menschenmenge fuhr und dabei 86 Personen ermordete und mehr als 400 zum Teil schwer verletzte. Der Täter wurde von hinzugeeilten Polizisten erschossen. Die Terrororganisation Islamischer Staat (IS) bekannte sich zu dem Anschlag. In der Folge wurden mehrere mutmaßliche Komplizen aufgrund des Vorwurfs der Bildung einer terroristischen Vereinigung verhaftet und 2022 in erster Instanz zu Haftstrafen bis zu 18 Jahren Dauer verurteilt.

## Tathergang

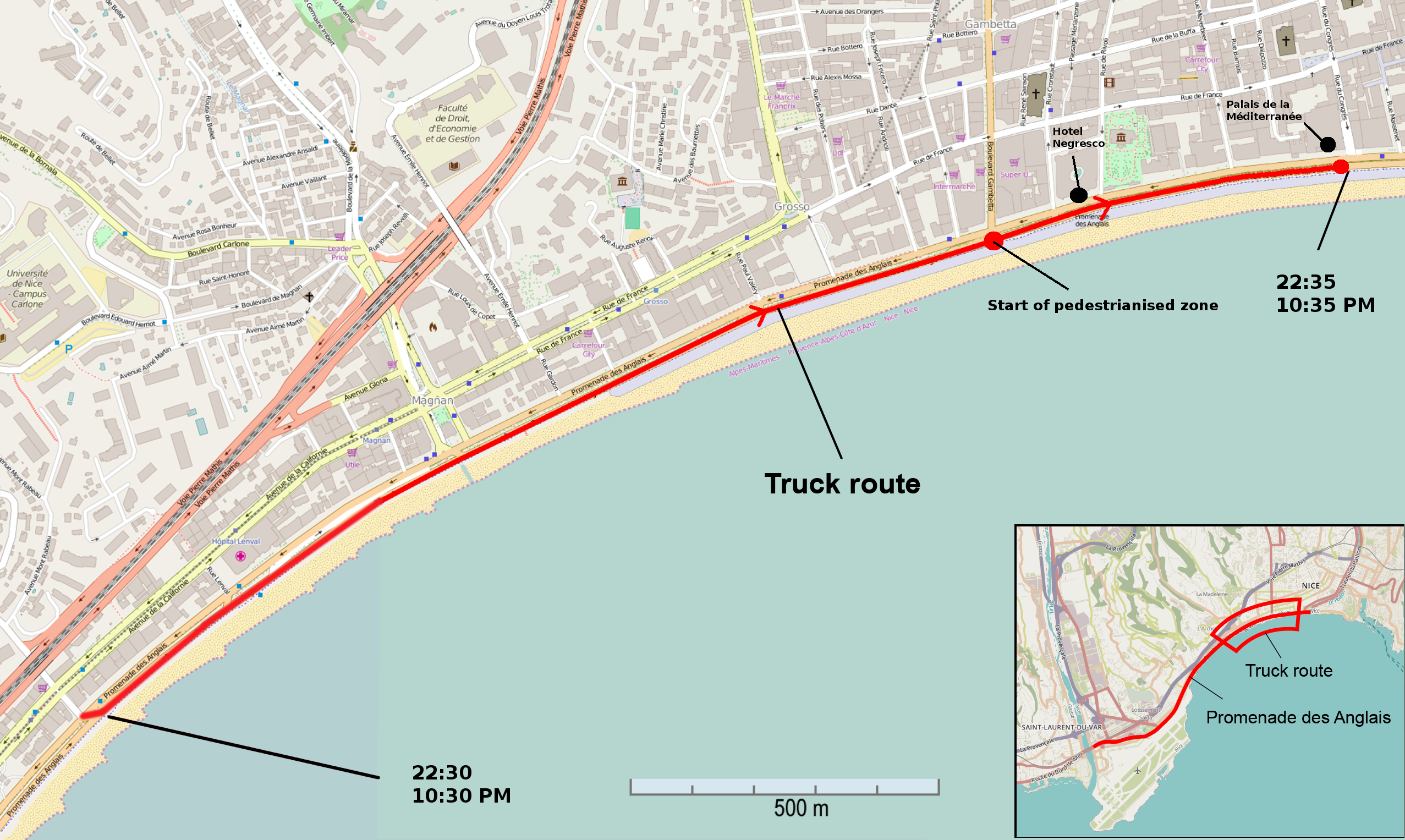
Anschlagsverlauf (in östlicher Richtung)

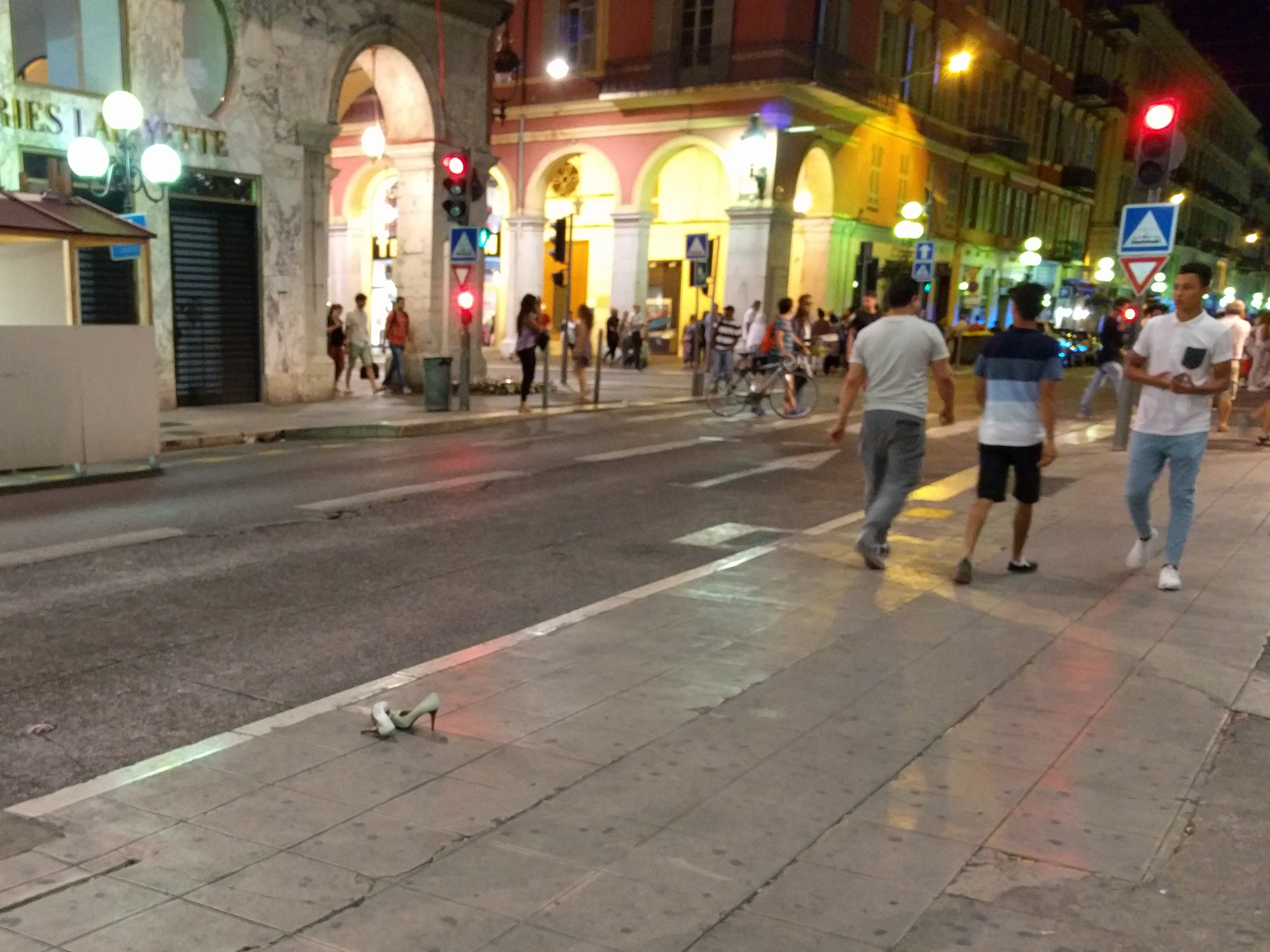
Straßenszene am Kaufhaus Galeries Lafayette kurz nach dem Anschlag, im Vordergrund ein Paar Damenschuhe

Am Abend des 14. Juli befanden sich im Rahmen der Feierlichkeiten zum französischen Nationalfeiertag etwa 30.000 Menschen auf der Promenade des Anglais, der Strandpromenade von Nizza, um von dort aus ein Feuerwerk zu beobachten.
Gegen 22:45 Uhr fuhr der Attentäter mit einem weißen Lkw vom Typ Renault Midlum 300 mit Kühlaufbau auf die für den Verkehr gesperrte Strandpromenade. Zwischen den Hausnummern 147 und 11 überfuhr er auf einer Strecke von etwa zwei Kilometern absichtlich mehrere hundert Menschen. In der Nähe des Hotels Negresco schoss er mehrfach auf drei Polizisten; diese erwiderten das Feuer. Er fuhr noch etwa 300 Meter weiter, dann blieb der Lkw unweit des Palais de la Méditerranée stehen. Der Attentäter war tot. Bei ihm wurden unter anderem eine Pistole des Kalibers 7,65 mm, Patronenhülsen und unbenutzte Patronen, mehrere Gewehr-Attrappen sowie eine nicht funktionsfähige Granate gefunden, ebenso ein eingeschaltetes Mobiltelefon sowie sein Führerschein und seine Kreditkarte.

## Täter
Täter war der 31-jährige Tunesier Mohamed Salmene Lahouaiej Bouhlel (* 3. Januar 1985 in M’saken). Er war 2005 nach Frankreich migriert, lebte in Nizza und besaß eine bis 2019 gültige Aufenthaltserlaubnis. Der Vater des Täters berichtete, dass sein nichtreligiöser Sohn früher wegen psychischer Probleme ärztlich behandelt worden sei. Nach Angaben der ermittelnden Behörden war er als Kleinkrimineller polizeibekannt und wenige Monate vor dem Attentat wegen einer gewalttätigen Auseinandersetzung zu einer 6-monatigen Bewährungsstrafe verurteilt worden.
Frankreichs Premierminister Manuel Valls ging aufgrund von Ermittlungsergebnissen davon aus, dass Lahouaiej Bouhlel sich vor dem Anschlag islamistisch radikalisiert hat. Dies könnte nach Zeugenaussagen in kurzer Zeit geschehen sein. Wie Generalstaatsanwalt François Molins erklärte, hatte er im Internet seine Unterstützung für den Islamischen Staat bekundet und nach Propagandamaterial gesucht.
Der Attentäter hat nach Angaben von Generalstaatsanwalt Molins schon Monate zuvor begonnen, die Tat zu planen. Auf seinem Handy wurden Bilder von zwei Feuerwerken und einem Konzert auf der Strandpromenade von Nizza im Sommer 2015 gefunden. Der Fokus lag dabei jeweils auf der Menschenmenge. Er hatte auch einen Zeitungsartikel gespeichert, bei dem es um einen Mann ging, der mit einem Fahrzeug auf eine Restaurantterrasse raste. Einige Tage vor dem Anschlag mietete er den Lkw in der Region Nizza an.
Auf dem Mobiltelefon des Täters wurden Referenzen zu dem Amphetamin-Derivat Captagon gefunden. Im Syrischen Bürgerkrieg wird die Substanz auch als Aufputschmittel für Kämpfer eingesetzt.
Gegen fünf inhaftierte mutmaßliche Komplizen wurde unter anderem wegen Beteiligung an einer terroristischen Vereinigung ermittelt, die bei der Tatvorbereitung geholfen hatten.

## Opfer
Durch den Anschlag wurden 86 Menschen getötet und mehr als 400 weitere verletzt. Am Tag nach dem Anschlag wurden zunächst 84 Todesopfer gezählt, darunter zehn Kinder und Jugendliche; 52 der Schwerverletzten kämpften um ihr Leben. Fünf Tage nach dem Anschlag waren noch 19 Schwerverletzte in kritischem Zustand. Das letzte Todesopfer starb fünf Wochen nach dem Anschlag an seinen Verletzungen.
43 Todesopfer waren französische Staatsbürger. Die anderen 43 Todesopfer stammten aus folgenden 18 Ländern: Algerien, Armenien, Belgien, Brasilien, Deutschland, Estland, Georgien, Italien, Kasachstan, Madagaskar, Marokko, Polen, Rumänien, Russland, Schweiz, Tunesien, Ukraine, Vereinigte Staaten. Die deutschen Opfer waren zwei Schülerinnen und eine Lehrerin aus Berlin; eine der Schülerinnen hatte auch die türkische Staatsbürgerschaft. Die Todesopfer aus der Schweiz waren eine brasilianische Friseurin, die als Ausländerin in Yverdon-les-Bains gelebt hatte, ihre sechsjährige Tochter und eine Zollbeamtin aus dem Tessin.

## Reaktionen

### Frankreich
Präsident François Hollande sagte nach dem Anschlag in einer nächtlichen Ansprache an die Nation: „Frankreich ist an einem 14. Juli angegriffen worden, dem Symbol der Freiheit.“ Frankreich werde den Angriff auf die Freiheit nicht hinnehmen und seine Werte verteidigen. Hollande kündigte an, die Angriffe auf die Terrororganisation Islamischer Staat auszuweiten. Weil ganz Frankreich vom islamistischen Terrorismus bedroht sei, werde man Reserven bei den Sicherheitskräften und Soldaten mobilisieren. Insbesondere das Personal an den französischen Grenzen solle aufgestockt werden. Hollande entschied, den Ausnahmezustand, der bereits als Reaktion auf die Terroranschläge am 13. November 2015 in Paris für ganz Frankreich verhängt worden war und seither ununterbrochen gegolten hatte, um drei Monate zu verlängern; noch wenige Stunden vor dem Anschlag hatte er in seinem Interview zum Nationalfeiertag die Aufhebung des Notstands zum 26. Juli 2016 angekündigt. Am 21. Juli 2016 stimmte nach der Nationalversammlung auch der Senat der Verlängerung des Ausnahmezustandes um sechs Monate bis Januar 2017 zu.
Das Rihanna-Konzert und das Jazz-Festival in Nizza wurden abgesagt, andere Festivals in nahen Orten hielten Gedenkminuten ab. Mehrere Reiseveranstalter reagierten mit einer kostenlosen Stornomöglichkeit für Urlauber.
Am 16. Juli rief der französische Innenminister Bernard Cazeneuve alle willigen „patriotischen Bürger“ zum Reservedienst bei den Sicherheitskräften auf. Er kündigte an, die Mannstärke der Reserveeinheiten stark zu erhöhen und die maximale Dienstzeit von 30 auf bis zu 150 Tage im Jahr zu verlängern.
Bei einer eigentlich als Schweigeminute geplanten Veranstaltung in Nizza am 18. Juli wurde Premierminister Manuel Valls von aufgebrachten Einwohnern ausgepfiffen, ausgebuht und beschimpft. Am Vortag hatte der ehemalige Staatspräsident Nicolas Sarkozy den Kampf gegen den Terrorismus als „totalen Krieg“ bezeichnet.

### Andere Länder

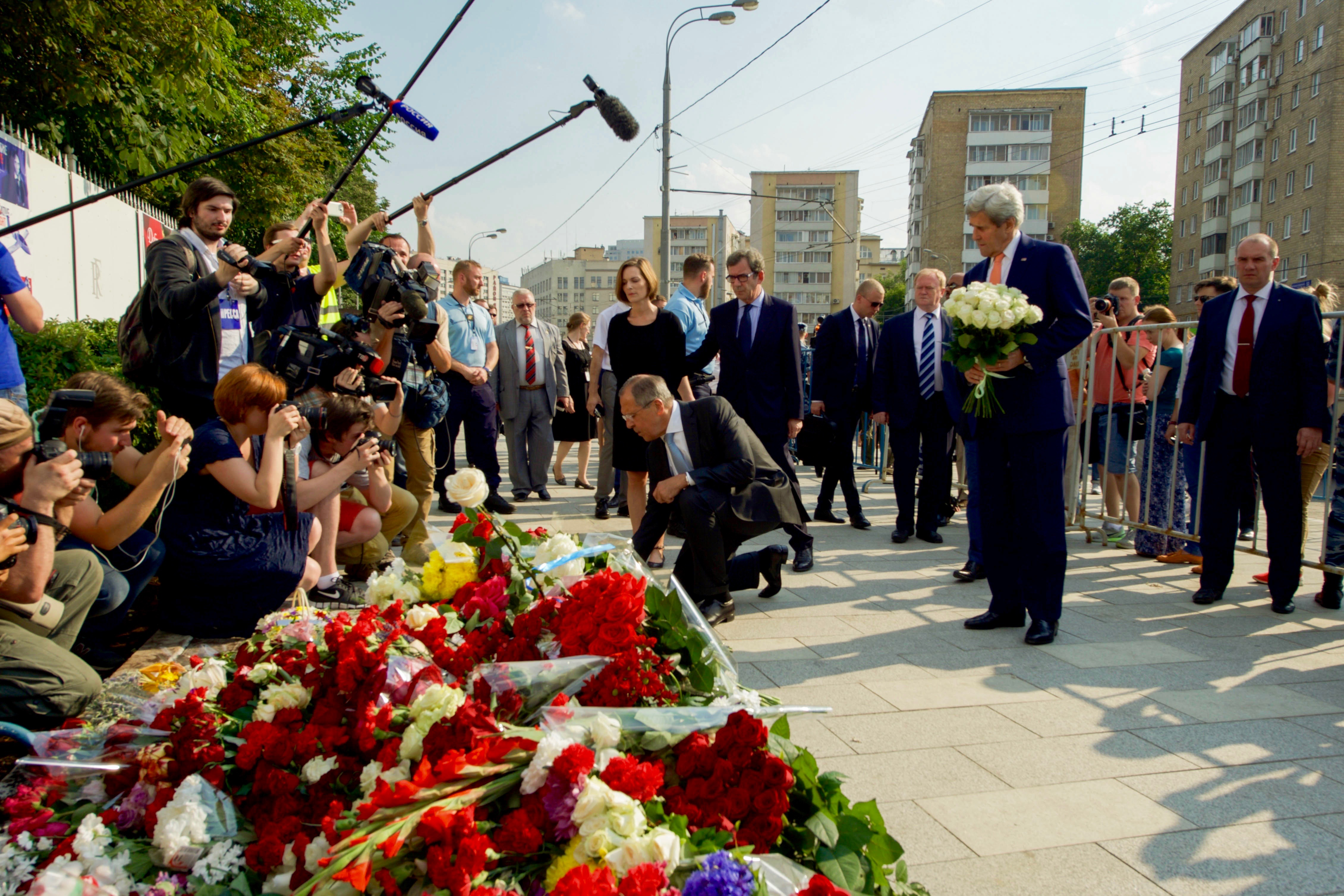
Die Außenminister John Kerry (USA) und Sergei Lawrow (Russland) legen Blumen an der französischen Botschaft in Moskau ab, 15. Juli 2016

Der Sicherheitsrat der Vereinten Nationen verurteilte den Anschlag.
Der deutsche Bundespräsident Joachim Gauck sagte: „Ein Angriff auf Frankreich ist […] ein Angriff auf die gesamte freie Welt.“ Bundeskanzlerin Angela Merkel erklärte: „Deutschland steht im Kampf gegen den Terrorismus an der Seite Frankreichs.“
In Berlin wurde der Anfang des geplanten deutsch-französischen Volksfestes auf dem Pariser Platz vor dem Brandenburger Tor um einen Tag verschoben. Die französische Botschaft setzte die Trikolore auf halbmast. Für Bundesbehörden und in mehreren Bundesländern wurde Trauerbeflaggung angeordnet.
Auch in Österreich wurden die drei Flaggen vor dem Parlamentsgebäude auf halbmast gesetzt. Österreichs Bundeskanzler Christian Kern versicherte Frankreich am 15. Juli seiner Solidarität; Außenminister Sebastian Kurz forderte das „Verteidigen gegen Terror“.
Italiens Innenminister Angelino Alfano äußerte am 15. Juli 2016, an drei Grenzübergängen zwischen Italien und Frankreich werde verschärft kontrolliert. Auch Züge am Grenzbahnhof Ventimiglia würden stärker kontrolliert.

### Islamischer Staat
Am 16. Juli 2016, zwei Tage nach dem Anschlag, bekannte sich der Islamische Staat über sein Sprachrohr Amaq zu der Tat. Darin heißt es: „Derjenige, der die Operation des Überfahrens in Nizza, Frankreich, durchführte, war einer der Soldaten des Islamischen Staates. Er führte die Operation aus als Reaktion auf Aufrufe, die Mitglieder der internationalen Allianz, die den Islamischen Staat bekämpfen, ins Visier zu nehmen.“ Das Bekennerschreiben enthielt kein Täterwissen oder Hinweise, dass der IS tatsächlich in die Tat involviert oder vorab informiert war. Sechs Tage nach dem Anschlag erschien ein Propagandavideo des IS, in dem Rachid Kassim den Täter lobte, um dann vor laufender Kamera zwei angebliche Spione zu enthaupten.

## Spätere Folgen

### Streit zwischen Stadt Nizza und Regierung
Zehn Tage nach dem Anschlag sagte die Leiterin der Videoüberwachung bei der städtischen Polizei in Nizza der französischen Zeitung Le Journal du Dimanche (JDD), sie sei dazu gedrängt worden, ihren Bericht über das Polizeiaufgebot am Anschlagsabend abzuändern und Überwachungsvideos zu löschen. Die Stadtverwaltung von Nizza wirft der Regierung in Paris vor, nicht ausreichend Kräfte der für die öffentliche Sicherheit verantwortlichen zentralstaatlichen Polizei (Police nationale) zur Verfügung gestellt zu haben. Laut einem Zeitungsbericht soll die für den Fahrzeugverkehr gesperrte Strandpromenade am Anschlagsabend von einem einzigen Auto der eigentlich hauptsächlich für die Verkehrsregelung und ordnungsamtliche Aufgaben zuständigen städtischen Polizei (Police municipale) „abgesichert“ worden sein. Die Police nationale sei dort – anders als vom Innenminister angegeben – nicht im Einsatz gewesen. Der Verkehr sei ansonsten nur durch einfache Metallbarrieren umgeleitet worden.
Innenminister Bernard Cazeneuve erstattete Strafanzeige wegen Verleumdung gegen die Leiterin. Am 21. September 2017 wurde der Prozess gegen die Polizistin mit einem Freispruch beendet.

### Sicherheitskonzept in Deutschland

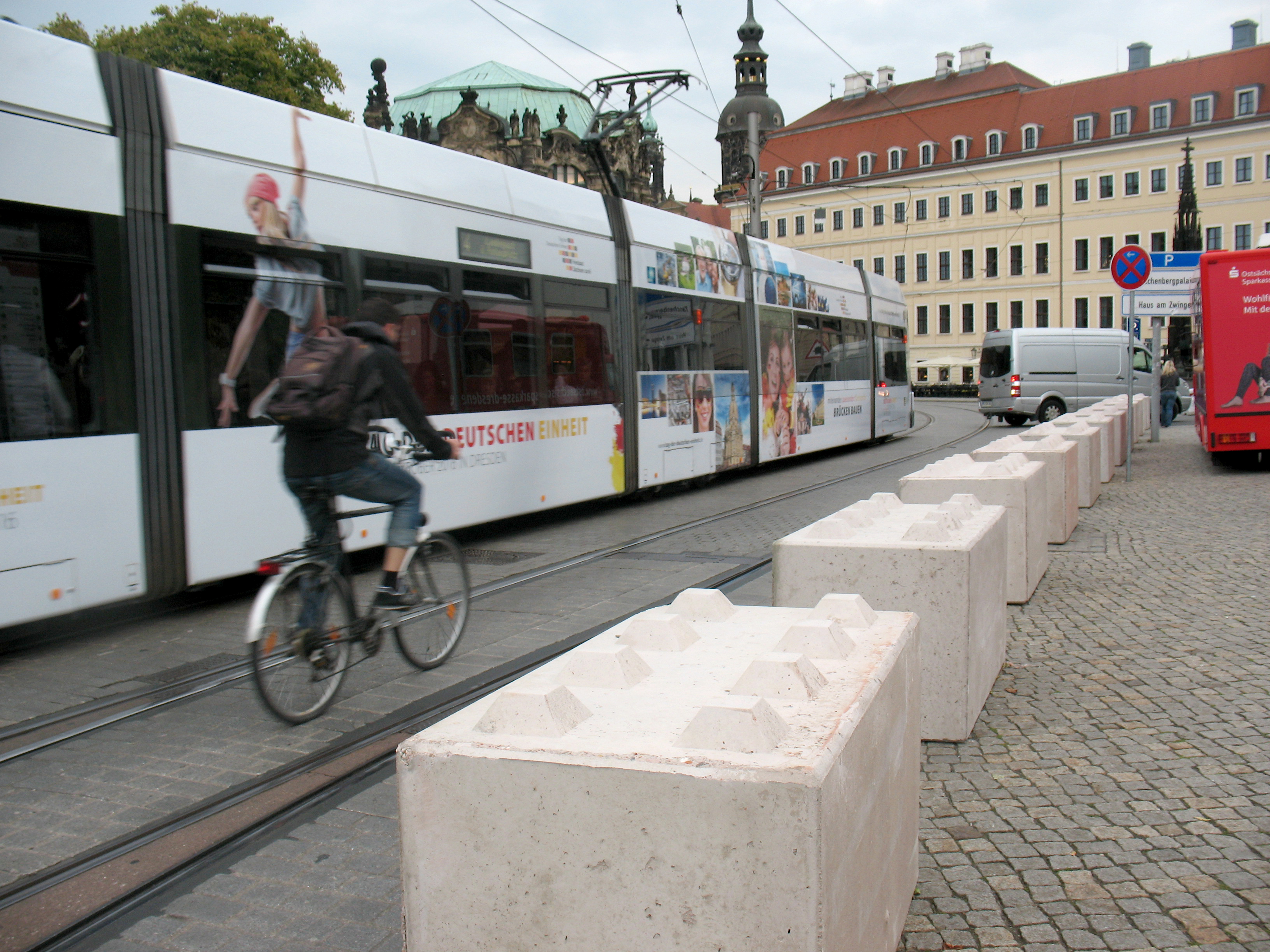
„Nizza-Sperre“ aus Nestler-Blöcken am Tag der Deutschen Einheit 2016 in Dresden

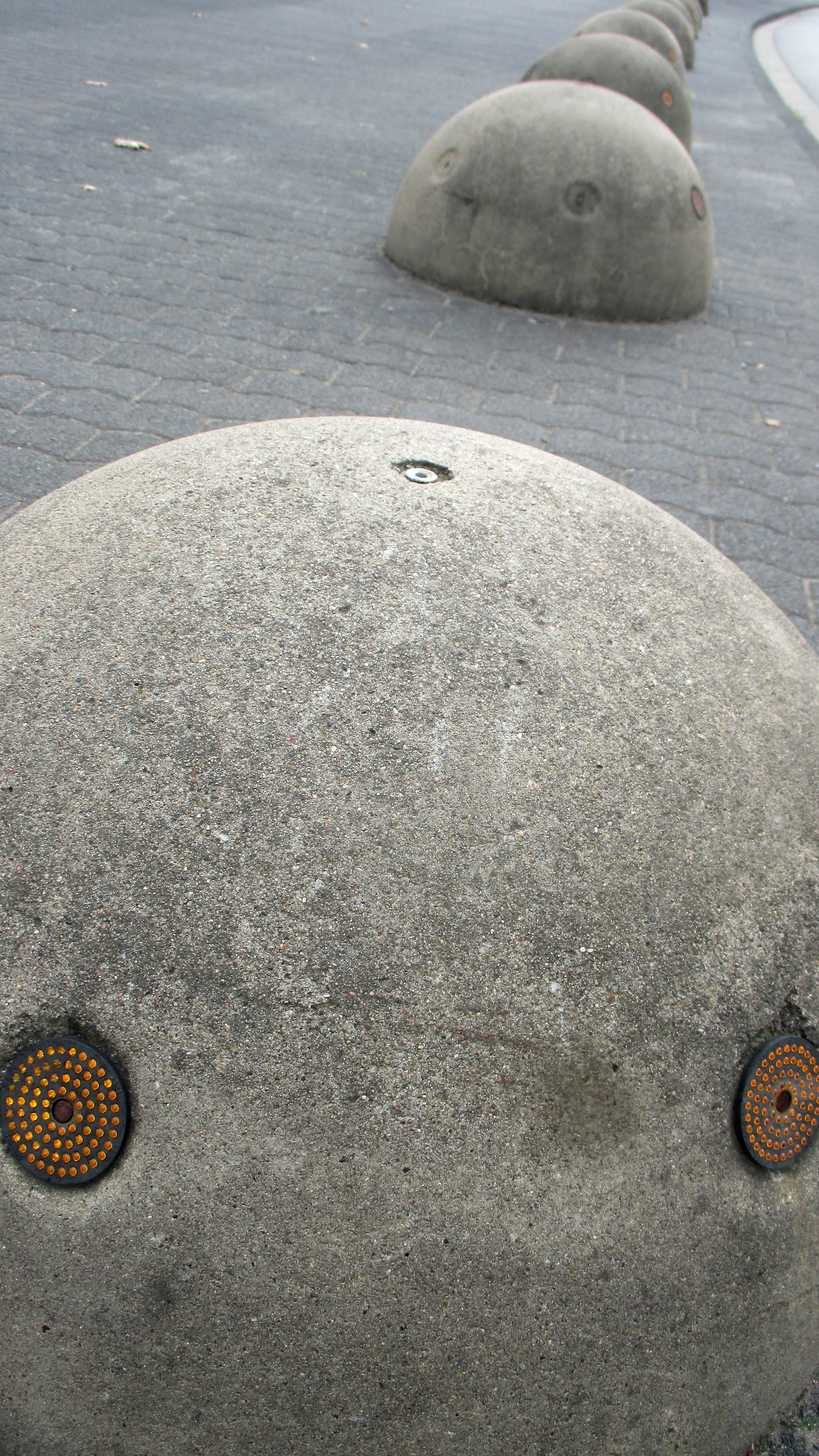
Kleine Nizzasperre mit Verankerung im Bodenfundament – in Dresden

Als Konsequenz des Nizza-Attentates wurde in Deutschland im Oktober 2016 erstmals ein neues Sicherheitskonzept zur Terrorabwehr verwirklicht. Zum Tag der Deutschen Einheit in der sächsischen Landeshauptstadt Dresden wurden zum Schutz der Festbesucher „Nizza-Sperren“ aufgebaut. Man verwendete 2,5 Tonnen schwere, legoartig stapelbare Betonfertigteile, die ansonsten einer Dresdner Abfallfirma zur Errichtung temporärer Mülllager dienen (Nestler-Block). Die Innenstadt von Dresden wurde durch Behördenverordnung großflächig zur Sicherheitszone erklärt und es wurden über 1400 „Nizza-Sperrblöcke“ als Schutzlinienmauer zur Abwehr von Pkw- und Lkw-Angriffen um das Festgebiet aufgestellt. Festbesucher und Einwohner nannten diese Sicherheitssperrblöcke wegen ihrer Form auch „Legos“. Tausende Polizeibeamte und die Spezialeinheit GSG 9 waren zum Schutz des Bundespräsidenten, der Bundeskanzlerin und aller Besucher im Einsatz.
Nach dem Anschlag auf den Berliner Weihnachtsmarkt an der Gedächtniskirche im Dezember 2016 setzte die Stadt Dresden das Sicherheitskonzept vom Tag der Deutschen Einheit erneut um. Die Zugänge zum Striezelmarkt wurden zum Schutz der Weihnachtsmarktbesucher mit Betonblöcken verstellt, um so das Hineinfahren von Pkw und Lkw zu verhindern. Bei im April und Juni 2017 durchgeführten Crash-Tests mit Lkws erwiesen sie sich – selbst, wenn sie mit Ketten miteinander verbunden werden – als nahezu wirkungslos, weil sie den Lkw nicht aufhielten, sondern von ihm einfach weggeschoben wurden. Aus diesem Grund wurden neue Sicherheitskonzepte für Dresden erstellt. Kugelförmige Nizza-Sperren wurden fest im Bodenfundament verankert.

### Gedenkzeremonie 2017
Ein Jahr nach dem Anschlag wurde in Nizza mit einer Trauerzeremonie der 86 Todesopfer gedacht, an der neben zahlreichen Angehörigen auch der amtierende Staatspräsident Emmanuel Macron und seine Vorgänger François Hollande und Nicolas Sarkozy teilnahmen. Zu Beginn wurden Vertreter von Polizei und Rettungskräften sowie Bürger mit Orden ausgezeichnet, darunter der Franzose Franck Terrier. Er hatte mit seinem Motorroller die Verfolgung des Lastwagens aufgenommen, sich nachfolgend am Führerhaus festgehalten und auf den Attentäter eingeschlagen, um den Lkw anzuhalten.

### Prozess
Sechs Jahre nach dem Terroranschlag begann am 5. September 2022 in Paris ein Prozess gegen mutmaßliche Unterstützer des Täters. Vor einem Sonderschwurgericht in einem eigens für den Prozess erstellten Gebäude neben dem Justizpalast mussten sich sieben Männer und eine Frau verantworten. Ihnen wurde unter anderem die Bildung einer terroristischen Vereinigung vorgeworfen. Die Angehörigen der Opfer nahmen mit mehr als 800 zivilen Nebenklägern am Prozess teil.
Am 13. Dezember 2022 wurden die erstinstanzlichen Urteile gesprochen. Alle acht Angeklagten wurden zu Haftstrafen verurteilt. Die zwei Hauptangeklagten wurden wegen Mitgliedschaft in einer terroristischen Vereinigung zu jeweils 18 Jahren Freiheitsstrafe verurteilt. Die Staatsanwaltschaft hatte für sie ein Strafmaß von 15 Jahren gefordert. Zu zwölf Jahren Haft wurde der Mann verurteilt, der dem Attentäter die bei dem Anschlag verwendete Schusswaffe verschafft hatte. Die übrigen Angeklagten wurden jeweils zu Haftstrafen zwischen zwei und acht Jahren verurteilt. Der Anwalt des Hauptangeklagten Mohamed Ghraieb kündigte noch am Tag der Urteilsverkündung an, Berufung einlegen zu wollen. Er hatte auf Freispruch plädiert.
Auch der Rechtsbeistand des zweiten Hauptangeklagten Chokri Chafroud kündigte Berufung an. Die Anwälte der Nebenkläger und Opferverbände zeigten sich mit den Urteilen zufrieden, wiesen aber darauf hin, dass mutmaßliche Mängel bei den Sicherheitsvorkehrungen des Volksfestes noch der juristischen Aufarbeitung harrten.

## Frühere Anschläge und Anschlagsversuche in Nizza
2014 entging Nizza knapp einem Anschlag: Eine Terrorgruppe, die unter dem Namen „Cannes-Torcy“ bekannt wurde, wollte während des Karnevals in Nizza einen Anschlag in der feiernden Menschenmenge verüben. Der mutmaßliche Haupttäter, ein 24 Jahre alter Syrien-Rückkehrer, wurde drei Tage vor Beginn des Karnevals festgenommen.
Im Februar 2015 attackierte der Islamist Moussa Coulibaly vor einem jüdischen Religionszentrum in Nizza drei wachhabende Soldaten mit einem Messer. Coulibaly wurde überwältigt und sitzt seither in Haft.
Nizza gilt seit Langem als Hochburg von Dschihadisten.